# بلشون البحيرات
بلشون البحيرات (الاسم العلمي: Ardeola) هو جنس من الطيور يتبع فصيلة البلشونيات من رتبة البجعيات.